# Großharras
Großharras je městys v okrese Mistelbach ve spolkové zemi Dolní Rakousko. Žije zde přibližně 1 100 obyvatel.

## Geografie
Großharras leží v severní části Weinviertelu (vinné čtvrti) v pahorkaté krajině v nivě řeky Pulkau asi v polovině cesty mezi Laa an der Thaya a Haugsdorfem. K městysi náleží osada Zwingendorf ležící nad řecou Pulkau a při silnici B45.
Plocha městyse je 42,65 kilometrů čtverečních a 2,63 % plochy je zalesněno.

### Členění obce
Městys sestává z katastrálních území:
- Diepolz
- Großharras
- Zwingendorf

## Historie
Ves Großharras byla již v roce 1156 podle údajů v dokumentech osídlena – na okraji obce se silnice rozdvojovala ve směru na Kammersdorf, kde byl v roce 1876 odkrytý hrob Langobardů z 1. poloviny 6. století. Nalezené pozůstatky jsou uloženy k nahlédnutí v dolnorakouském zemském muzeu. V průběhu druhé německé kolonizace asi v 11. století byla obec založena franckými osadníky. Místní název Harras je odvozen od staroněmeckého „Flachsrotte“, „Flachsröste“ („len-rota“ či „len-rosení“).
V roce 1255 byl v Großharrasu postaven farní kostel zasvěcený svatému Pankráci. Kostel založili johanité, řád maltézských rytířů. Ti byli v Rakousku jen na pěti místech.
Geografická poloha místa v hraničním prostoru u Moravě byla místem sporů a konfliktů v prostoru Dyje. Např. bitva u Mailbergu – uherské vpády, husitské války, třicetiletá válka.
V poslední třetině 16. století, stejně jako v jiných obcích, se v okolí usazovali protestanti, takže v roce 1574 byl ve škole protestantský magistr Leopold Zerer – „školomet“ (učitel). V průběhu 17. a počátkem 18. století nastoupila protireformace a nástup katolicismu a kulturnější život.
V roce 1763 dochází ke sporu mezi vládcem panství Kadolzem a 34 malými domkáři, protože vyžadoval stále vyšší výpalné, naturální robotu. Spor se stupňoval, výpalné se zvyšovalo a robota být musela. Spor vystupňoval tak, že malý domkař Thomas Walter byl z obce vykázán do temešvárského Banátu.
V 19. století přišla epidemie cholery v roce 1836 a 1866, v roce 1858 přišli Prusové po bitvě u Hradce Králové, zavlékli nemoci a způsobovali požáry – celý Neustift vypálili: 13 domů a 6 stodol shořelo, 1871: 9 domů vyhořelo. Nebezpečí požárů se obec chránila založením sboru dobrovolných hasičů v roce 1884.
Zhroucením Rakousko-Uherska v roce 1918 se vesnice dostala do velkých problémů mezi stísněnými obcemi. V důsledku hospodářské přestavby utrpělo významnou ztrátu zemědělství, ubývalo pracovních míst a zápasilo s bídou. Tyto změny se projevily ve změně počtu obyvatel
V důsledku obecních reforem v pozdních šedesátých letech se na začátku sedmdesátých let se v roce 1969 připojila 1 kilometr vzdálená osada Diepolz a k 1. lednu 1971 se připojila 5 kilometrů severně ležící obec Zwingendorf.
V roce 2006 oslavila obec 850 let svého trvání.

### Vývoj počtu obyvatel
V roce 1971 zde žilo 1602 obyvatel, 1981 1391, 1991 měl městys 1319 obyvatel, při sčítání lidu v roce 2001 1202 obyvatel a ke dni 1. dubna 2009 zde žilo 1157 obyvatel.

## Politika
Starostou městyse byl Franz Breindl, vedoucím kanceláře Josef Windpassinger. Po volbách v roce 2015 je starosta Josef Windpassinger.
Podle výsledků obecních voleb konaných 6. března 2005 je 19 křesel rozděleno takto: (ÖVP) 13 a (SPÖ) 6.
Podle výsledků obecních voleb konaných 25. ledna 2015 je 19 křesel rozděleno takto: (ÖVP) 15 a (SPÖ) 4.

## Hospodářství a infrastruktura
Nezemědělských pracovišť bylo v roce 2001 42, zemědělských lesnických pracovišť bylo v roce 1999 107. Počet výdělečně činných obyvatel v obci v roce 2001 bylo 505, tj. 42,67 %.

## Turismus a pamětihodnosti
- Po zřízení termálních lázní v Laa v roce 2004 dostaly okolní obce impulsy k rozvoji turistiky.
- V posledních letech se cílevědomě zřídila značená turistická stezka pro cyklisty, která navazuje na evropskou stezku 630 a už docházeli turisté a první hosté zde setrvávají.
- Pro region Weinviertel jsou typické sklepní ulice, které je možno pod odborníkem – sklepmistrem prohlédnout.
- V letních měsících je možnost navštěvovat pěstitele vína v otevřených sklepech a Veltlin zelený, Portugal modrý a Zweigelt ochutnávat v atmosféře romantického sklepa.
- farní kostel, jeden z 9 kostelů maltézských rytířů v Rakousku navštívit a prohlédnout kostelní varhany ve stříbrné barvě. Vnitřní vybavení kostela je pod památkovou ochranou.

Informace o možnostech prohlídky sklepů a ubytování poskytuje obecní úřad Großharras.